# 2013–2014-es magyar labdarúgókupa
A 2013–14-es magyar kupa első mérkőzésére 2013. augusztus 7-én került sor. A címvédő a Debreceni VSC csapata volt, mely az előző idényben hatodjára nyerte el a kupát.
A május 25-i finálét az immáron kilencedik címét megszerző Újpest FC nyerte meg, miután a rendes játékidőben elért 1–1-es végeredmény a hosszabbításban sem változott, de a büntetőpárbajban 4–3-ra felülkerekedett a Diósgyőri VTK együttesén.
A sorozat győztese a 2014–2015-ös Európa-liga 2. selejtezőkörében indulhatott. Az Újpest FC azonban nem kapott UEFA-licencet, helyette a kupadöntős Diósgyőri VTK indulhatott az Európa-ligában.

## Lebonyolítás
A 2013–14-es magyar kupa lebonyolítása.
|                                       | A szakaszban bekapcsolódó csapatok                                                    | Az előző forduló továbbjutói                                                    |
| ------------------------------------- | ------------------------------------------------------------------------------------- | ------------------------------------------------------------------------------- |
| 1. forduló (88 csapat)                | - 64 csapat a területi selejtezőkből - 24 csapat a 2012–13. évi NB II-es bajnokságból |                                                                                 |
| 2. forduló (44 csapat)                |                                                                                       | - 44 továbbjutó az 1. fordulóból (Ebből 20 kiemelt mérkőzés nélkül továbbjutó.) |
| 3. forduló (32 csapat)                |                                                                                       | - 32 továbbjutó a 2. fordulóból                                                 |
| 4. forduló (32 csapat)                | - 16 csapat a 2012–13. évi NB I-es bajnokságból                                       | - 16 továbbjutó a 3. fordulóból                                                 |
| 5. forduló – Nyolcaddöntő (16 csapat) |                                                                                       | - 16 továbbjutó a 4. fordulóból                                                 |
| 6. forduló – Negyeddöntő (8 csapat)   | - 8 továbbjutó az 5. fordulóból                                                       |                                                                                 |
| 7. forduló – Elődöntő (4 csapat)      | - 4 továbbjutó a 6. fordulóból                                                        |                                                                                 |
| 8. forduló – Döntő (2 csapat)         | - 2 továbbjutó a 6. fordulóból                                                        |                                                                                 |

## Fordulók és időpontok
Amennyiben a válogatott nem jut ki a világbajnokságra, a tavaszi mérkőzések későbbi időpontokban kerülnek megrendezésre.
| Forduló       | Hivatalos játéknapok   | Csapatok | Mérkőzések |
| ------------- | ---------------------- | -------- | ---------- |
| 1. forduló    | 2013. augusztus 11.    | 88       | 44         |
| 2. forduló    | 2013. augusztus 27–28. | 44       | 22         |
| 3. forduló    | 2013. szeptember 25.   | 32       | 16         |
| 4. forduló    | 2013. október 30.      | 32       | 16         |
| Nyolcaddöntők | 2013. november 27.     | 16       | 16 (2 × 8) |
| Nyolcaddöntők | 2013. december 4.      | 16       | 16 (2 × 8) |
| Negyeddöntők  | 2014. március 12.      | 8        | 8 (2 × 4)  |
| Negyeddöntők  | 2014. március 25–26.   | 8        | 8 (2 × 4)  |
| Elődöntők     | 2014. április 15–16.   | 4        | 4 (2 × 2)  |
| Elődöntők     | 2014. május 6–7.       | 4        | 4 (2 × 2)  |
| Döntő         | 2014. május 25.        | 2        | 1          |

## Eredmények

### 1. forduló
A forduló mérkőzéseit 2013. augusztus 7-én, 10-én, illetve 11-én játszották le.
| 1. csapat                       | Eredmény    | 2. csapat                        |
| ------------------------------- | ----------- | -------------------------------- |
| 2013. augusztus 7.              |             |                                  |
| Szolnoki MÁV FC (NB II)         | 0–1         | Mezőkövesd Zsóry FC (NB I)       |
| 2013. augusztus 10.             |             |                                  |
| Szeged 2011 (NB III)            | 3–2 hu.     | Kozármisleny (NB II)             |
| Répcelaki SE (megye I)          | 1–6         | FC Ajka (NB II)                  |
| Nyírgyulaj KSE (megye I)        | 0–5         | Békéscsaba 1912 Előre (NB II)    |
| Felsőzsolcai VSE (megye I)      | 1–0         | NKSE Jászberényi FC (megye I)    |
| Szigetszentmiklósi TK (NB II)   | 2–1         | FC Tatabánya (NB II)             |
| Pannonhalma SE (megye II)       | 0–3         | Gödöllői SK (megye I)            |
| Gyöngyösi AK (megye I)          | 3–3 t.: 2–4 | Cigánd SE (NB III)               |
| Lipót SE Pékség (megye I)       | 1–4         | BKV Előre (NB III)               |
| Balmazújváros (megye I)         | 0–7         | Kemecse SE (megye I)             |
| Csanádpalotai FC (megye I)      | 1–3         | Dunaújváros PASE (NB II)         |
| Nagykőrösi Kinizsi (megye I)    | 2–0         | Tállya SE (megye I)              |
| Putnok FC (NB III)              | 0–2         | Ceglédi VSE (NB II)              |
| Gyirmót FC Győr (NB II)         | 2–0         | Vasas FC (NB II)                 |
| 2013. augusztus 11.             |             |                                  |
| Dunaharaszti MTK (NB III)       | 2–4         | Soproni VSE (NB II)              |
| Mórahalmi VSE (megye I)         | 0–2         | UFC Szekszárd (NB III)           |
| Csornai SE (megye I)            | 1–4         | Rákosmenti KSK (NB III)          |
| Péti MTE (megye I)              | 0–5         | Zalaszentgróti VFC (megye I)     |
| Geresdlak SE (megye I)          | 3–2         | Orosháza FC (NB III)             |
| FC Nagyberki (megye I)          | 0–5         | Zalaegerszegi TE (NB II)         |
| Szikszó-Tomor Lak (megye I)     | 1–5         | Felsőtárkány SC (NB III)         |
| Voyage FC (megye I)             | 4–1         | Martonvásári SK (megye I)        |
| Pilisi LK (megye II)            | 2–0         | Öttevényi TC (megye I)           |
| Unió SE Nagyszekeres (megye I)  | 1–2         | Balmazújvárosi FC (NB II)        |
| Siklós FC (megye I)             | 1–0         | Hetényegyházi SC (megye I)       |
| Balatonlelle SE (megye I)       | 1–7         | Andráshida SC (NB III)           |
| Tolna VFC (megye I)             | 0–7         | Bajai LSE (NB III)               |
| Viadukt SE-Biatorbágy (megye I) | 3–0         | Ménfőcsanak ESK (megye I)        |
| Haladás VSE (megye I)           | 0–13        | Aqvital FC Csákvár (NB III)      |
| Kunhegyes SE (megye II)         | 2–4         | Kazincbarcikai SC (NB III)       |
| Bábolnai SE (megye I)           | 1–3         | ESMTK (NB III)                   |
| Berkenye SE (megye I            | 0–6         | Mosonmagyaróvári TE (NB III)     |
| Ebes KKSE (NB III)              | 0–2         | Nyíregyháza Spartacus FC (NB II) |
| Sárisáp BSE (megye I)           | 0–2         | Balassagyarmati VSE (megye I)    |
| Pápateszéri SE (megye III)      | 0–1         | Uraiújfalu SE (megye I)          |
| Elek LE (megye II)              | 1–7         | Kisvárda (NB II)                 |
| Mezőkovácsházi TE (megye II)    | 2–4         | Nyírbátori FC (NB III)           |
| Nádasd KSE (megye II)           | 0–4         | Veszprém FC (NB III)             |
| Kunszállás SE (megye I)         | 3–0         | Pécsváradi Spartacus (megye I)   |
| Géderlaki KSE (megye I)         | 0–2         | Sárszentmiklósi SE (megye II)    |
| Letenye SE (megye I)            | 0–2         | Balatonfüredi FC (NB III)        |
| Markaz FC (megye I)             | 2–3         | FC Tiszaújváros (NB III)         |
| Balatonkenese SC (megye II)     | 0–6         | Hévíz SK (megye I)               |
| Puskás Akadémia FC (NB I)       | JN          |                                  |

### 2. forduló
A forduló mérkőzéseit 2013. augusztus 27-én és 28-án játszották le.
| 1. csapat                               | Eredmény     | 2. csapat                     |
| --------------------------------------- | ------------ | ----------------------------- |
| 2013. augusztus 27.                     |              |                               |
| Cigánd SE (NB III)                      | 3–2          | Felsőtárkány SC (NB III)      |
| 2013. augusztus 28.                     |              |                               |
| Nyíregyháza Spartacus FC (NB II)        | 2–0          | Ceglédi VSE (NB II)           |
| Kunszállás SE (Megyei I)                | 0–5          | Mezőkövesd-Zsóry SE           |
| Balassagyarmati VSE (megyei I)          | 1–1 (t. 3–5) | Kemecse SE (megyei I)         |
| Gödöllői SK (Megyei I)                  | 0–2          | Szeged 2011 (NB III)          |
| Dunaújváros PASE (NB II)                | 2–0          | Szigetszentmiklósi TK (NB II) |
| Viadukt SE-Tópark Biatorbágy (Megyei I) | 3–2          | Veszprém FC (NB III)          |
| Andráshida LSC (megyei I)               | 2–3          | Puskás Akadémia FC            |
| Thermál Spa Siklós FC (megyei I)        | 1–5          | Soproni VSE (NB II)           |
| Uraiújfalu SE (Megyei I)                | 2–4 (h.u.)   | Geresdlak SE (megyei I)       |
| Békéscsaba 1912 Előre (NB II)           | 2–0          | Balmazújvárosi FC (NB II)     |
| Zalaegerszegi TE FC (NB II)             | 1–2          | Ajka FC (NB II)               |

### 3. forduló
A forduló mérkőzéseit 2013. szeptember 24-én és szeptember 25-én játszották le.
| 1. csapat                               | Eredmény     | 2. csapat                        |
| --------------------------------------- | ------------ | -------------------------------- |
| 2013. szeptember 24.                    |              |                                  |
| Balatonfüredi FC (NB III)               | 0–2          | Ajka FC (NB II)                  |
| Rákosmente KSK (Megyei I)               | 0–3          | Békéscsaba 1912 Előre (NB II)    |
| Kazincbarcikai SC (NB III)              | 3–4          | Mezőkövesd-Zsóry SE              |
| 2013. szeptember 25.                    |              |                                  |
| Hévíz SK (Megyei I)                     | 1–7          | Dunaújváros PASE (NB II)         |
| Sárszentmiklósi SE (Megyei I)           | 0–1          | Csákvári TK (NB III)             |
| Zalaszentgróti VFC (Megyei I)           | 0–2          | Gyirmót SE (NB II)               |
| Viadukt SE-Biatorbágy (Megyei I)        | 2–1          | Mosonmagyaróvári TE (NB III)     |
| UFC Szekszárd (NB III)                  | 1–0 (h.u.)   | BKV Előre SC (NB III)            |
| Geresdlak SE (Megyei I)                 | 1–3          | Bajai LSE (NB III)               |
| FC Tiszaújváros (NB III)                | 0–1 (h.u.)   | Szeged 2011 (NB III)             |
| Nyírbátori FC (NB III)                  | 0–2          | Nyíregyháza Spartacus FC (NB II) |
| Felsőzsolca VSC (Megyei I)              | 2–2 (t. 2–4) | Cigánd SE (NB III)               |
| Voyage FC (Megyei I)                    | 2–3          | ESMTK (NB III)                   |
| Pilisi LK-Legea (Megyei I)              | 1–2          | Kemecse SE (Megyei I)            |
| Nagykőrösi Kinizsi Törtel FC (Megyei I) | 0–3          | Várda SE (NB II)                 |
| Soproni VSE (NB II)                     | 2–3 (h.u.)   | Puskás Akadémia FC               |

### 4. forduló
A forduló mérkőzéseit 2013. október 22-én, 29-én és 30-án játszották le.
| 1. csapat                       | Eredmény    | 2. csapat                |
| ------------------------------- | ----------- | ------------------------ |
| 2013. október 22.               |             |                          |
| Puskás Akadémia FC              | 0–0 t.: 3–4 | Kecskeméti TE            |
| 2013. október 29.               |             |                          |
| Kisvárda FC (NB II)             | 3–4         | Lombard Pápa Termál FC   |
| Szekszárdi UFC (NB III)         | 0–10        | Ferencvárosi TC          |
| FC Ajka (NB II)                 | 0–6         | Kaposvári Rákóczi        |
| Szeged 2011 (NB III)            | 0–2         | MTK Budapest FC          |
| 2013. október 30.               |             |                          |
| ESMTK (NB III)                  | 1–2         | Debreceni VSC            |
| Bajai LSE (NB III)              | 0–6         | Újpest FC                |
| Viadukt SE-Biatorbágy (megye I) | 0–2         | BFC Siófok (NB II)       |
| Egri FC (NB III)                | 1–1 t.: 3–4 | Nyíregyháza Spartacus FC |
| Cigánd SE (NB III)              | 3–4         | Diósgyőri VTK            |
| Dunaújváros PASE (NB II)        | 2–0         | Paksi FC                 |
| Kemecse SE (megye I)            | 1–3         | Budapest Honvéd FC       |
| Csákvári TK (NB III)            | 0–3         | Haladás                  |
| Gyirmót FC Győr (NB II)         | 0–3         | Győri ETO FC             |
| Pécsi MFC                       | 2–1         | Mezőkövesd Zsóry FC      |
| Békéscsaba 1912 Előre           | 0–1 hu.     | Videoton                 |

### Nyolcaddöntők
A párosítások első mérkőzéseit 2013. november 26-án és 27-én, a visszavágókat 2013. december 3-án és 4-én játszották le.
| 1. csapat                     | Össz. | 2. csapat     | 1. mérk. | 2. mérk. |
| ----------------------------- | ----- | ------------- | -------- | -------- |
| Dunaújváros PASE (NB II)      | 1–3   | Debreceni VSC | 1–1      | 0–2      |
| Kecskeméti TE                 | 0–4   | MTK Budapest  | 0–3      | 0–1      |
| Budapest Honvéd               | 1–2   | Pécsi MFC     | 1–1      | 0–1      |
| BFC Siófok (NB II)            | 2–3   | Lombard Pápa  | 1–2      | 1–1      |
| Nyíregyháza Spartacus (NB II) | 2–1   | Haladás       | 0–1      | 2–0      |
| Videoton                      | 0–1   | Diósgyőr      | 0–0      | 0–1      |
| Kaposvári Rákóczi             | 2–4   | Győri ETO     | 1–2      | 1–2      |
| Ferencváros                   | 0–1   | Újpest        | 0–0      | 0–1      |

### Negyeddöntők
A párosítások első mérkőzéseit 2014. március 12-én, a visszavágókat 2014. március 25-én és 26-án játszották le.
| 1. csapat                        | Össz. | 2. csapat     | 1. mérk. | 2. mérk. |
| -------------------------------- | ----- | ------------- | -------- | -------- |
| Nyíregyháza Spartacus FC (NB II) | 2–9   | Debreceni VSC | 1–3      | 1–6      |
| MTK Budapest FC                  | 5–3   | Győri ETO     | 2–0      | 3–3      |
| PMFC                             | 1–7   | Újpest FC     | 1–3      | 0–4      |
| Lombard Pápa                     | 2–5   | DVTK          | 2–2      | 0–3      |

#### 1. mérkőzések
| 2014. március 12. 17:30 |

| Nyíregyháza Spartacus FC (NB II) | 1–3               | Debreceni VSC          |
| -------------------------------- | ----------------- | ---------------------- |
| Huszák 63'                       | (0–0) Jegyzőkönyv | 50' 78' Tisza 54' Bódi |

| Nyíregyháza Városi Stadion, Nyíregyháza Játékvezető: Farkas Ádám (magyar) |

| 2014. március 12. 17:30 |

| MTK Budapest FC         | 2–0               | Győri ETO |
| ----------------------- | ----------------- | --------- |
| Torghelle 37' Kanta 67' | (1–0) Jegyzőkönyv |           |

| Hidegkuti Nándor Stadion, Budapest Játékvezető: Erdős József (magyar) |

| 2014. március 12. 18:00 |

| PMFC         | 1–3               | Újpest FC              |
| ------------ | ----------------- | ---------------------- |
| Pölöskey 85' | (0–0) Jegyzőkönyv | 63' 72' 80' Vasiljević |

| PMFC Stadion, Pécs Játékvezető: Fábián Mihály (magyar) |

| 2014. március 11. 17:00 |

| Lombard Pápa        | 2–2               | DVTK                         |
| ------------------- | ----------------- | ---------------------------- |
| Tóth 18' Németh 87' | (1–1) Jegyzőkönyv | 2' Abdouraman 54' Marjanović |

| Perutz Stadion, Pápa Játékvezető: Becséri Dániel (magyar) |

#### 2. mérkőzések
| 2014. március 25. 17:00 |

| Debreceni VSC                                               | 6–1               | Nyíregyháza Spartacus FC (NB II) |
| ----------------------------------------------------------- | ----------------- | -------------------------------- |
| Seydi 6' Sidibe 39' 78' Ferenczi 45' Króner 53' Kulcsár 75' | (3–1) Jegyzőkönyv | 29' Máté                         |

| Oláh Gábor utca, Debrecen Nézőszám: 1 500 Játékvezető: Oláh Gábor (magyar) |

Továbbjutott a Debreceni VSC, 9–2-es összesítéssel.
| 2014. március 26. 18:00 |

| Győri ETO                       | 3–3               | MTK Budapest FC         |
| ------------------------------- | ----------------- | ----------------------- |
| Pátkai 21' Varga 23' Andrić 85' | (2–1) Jegyzőkönyv | 45' 87' Kanta 47' Eppel |

| ETO Park, Győr Játékvezető: Andó-Szabó Sándor (magyar) |

Továbbjutott az MTK Budapest FC, 5–3-as összesítéssel.
| 2014. március 26. 18:00 |

| Újpest FC                              | 4–0               | PMFC |
| -------------------------------------- | ----------------- | ---- |
| Balogh 30' Zamostny 34' 48' Suljić 54' | (2–0) Jegyzőkönyv |      |

| Szusza Ferenc Stadion, Budapest Játékvezető: Solymosi Péter (magyar) |

Továbbjutott az Újpest FC, 7–1-es összesítéssel.
| 2014. március 26. 18:00 |

| DVTK                      | 3–0               | Lombard Pápa |
| ------------------------- | ----------------- | ------------ |
| Futács 16' 29' Kostić 78' | (2–0) Jegyzőkönyv |              |

| DVTK-stadion, Miskolc Játékvezető: Iványi Zoltán (magyar) |

Továbbjutott a DVTK, 5–2-es összesítéssel.

### Elődöntők
A párosítások első mérkőzéseit 2014. április 15 és 16-án, a visszavágókat 2014. május 6 és 7-én rendezik.
| 1. csapat       | Össz. | 2. csapat | 1. mérk. | 2. mérk. |
| --------------- | ----- | --------- | -------- | -------- |
| Debreceni VSC   | 4 – 4 | DVTK      | 4 – 2    | 0 – 2    |
| MTK Budapest FC | 0 – 3 | Újpest FC | 0 – 0    | 0 – 3    |

#### 1. mérkőzések
| 2014. április 15. 18:00 |

| Debreceni VSC                                                       | 4–2               | DVTK                                                      |
| ------------------------------------------------------------------- | ----------------- | --------------------------------------------------------- |
| Seydi 21' Volaš 33' Bódi 41' 60' Tisza 86' Szakály 19' Ferenczi 63' | (3–1) Jegyzőkönyv | Grumić 36' Elek 90' 66' Abdou 13' Gosztonyi 26' Bacsa 71' |

| Oláh Gábor utca, Debrecen Nézőszám: 2500 Játékvezető: Andó-Szabó Sándor (magyar) |

| 2014. április 16. 18:00 |

| MTK Budapest FC            | 0–0               | Újpest FC                                |
| -------------------------- | ----------------- | ---------------------------------------- |
| Nagy 34' Poór 56' Vass 80' | (0–0) Jegyzőkönyv | Tshibuabua 37' Vasiljević 43' Suljić 85' |

| Hidegkuti Nándor Stadion, Budapest Játékvezető: Solymosi Péter (magyar) |

#### 2. mérkőzések
| 2014. május 6. 18:00 |

| Újpest FC                                         | 3–0               | MTK Budapest FC                             |
| ------------------------------------------------- | ----------------- | ------------------------------------------- |
| Juanan 57' Balogh 79' Kabát 84' 20' Dmitrović 85' | (0–0) Jegyzőkönyv | Bese 14' Vass 74′ Kanta 89' Torghelle 90+3′ |

| Szusza Ferenc Stadion, Budapest Nézőszám: 1500 Játékvezető: Farkas Ádám (magyar) |

Továbbjutott a Újpest FC, 3–0-s összesítéssel.
| 2014. május 7. 18:00 |

| DVTK                   | 2 – 0               | Debreceni VSC                      |
| ---------------------- | ------------------- | ---------------------------------- |
| Debreceni 2' Bacsa 21' | (2 – 0) Jegyzőkönyv | Ludánszki 27' Verpecz 33′ Máté 80' |

| DVTK-stadion, Miskolc Nézőszám: 3000 Játékvezető: Iványi Zoltán (magyar) |

Továbbjutott a Diósgyőri VTK, 4–4-es összesítéssel, idegenben lőtt gólokkal.

### Döntő
| 2014. május 25. 19:00 |

| Újpest FC                             | 1–1 (h. u.)                           | Diósgyőri VTK                   |
| ------------------------------------- | ------------------------------------- | ------------------------------- |
| Litauszki 6'                          | (1–0, 1–1, 1–1) Jegyzőkönyv Részletek | Bacsa 90+1'                     |
| Büntetőpárbaj                         |                                       |                                 |
| Vasiljević Litauszki Tshibuabua Simon | 4–3                                   | Kostić Bacsa Alves Barczi Husić |

| Puskás Ferenc Stadion, Budapest Nézőszám: 22 000 Játékvezető: Solymosi Péter (magyar) |

Az Újpest FC MK-ban szerepelt játékosai: José María Antón, Balajcza Szabolcs, Balogh Balázs, Marko Dmitrović, Henri Eninful, Erős Ronald, Jonathan Heris, Juanan, Kabát Péter, Nebojša Kosović, Lázár Bence, Litauszki Róbert, Nagy János Patrik, Loïc Nego, Pierre-Yves Ngawa, Nikolas Proesmans, Hisham Abdallah Said, Bojan Sanković, Simon Krisztián, Filip Stanisavljević, Asmir Suljić, Szélesi Zoltán, Bavon Tshibuabua, Dušan Vasiljević, Zamostny Balázs
| A 2013–2014-es Magyar Kupa győztese |
| ----------------------------------- |
| Újpest FC 9. cím                    |